# Felipe Carrillo Puerto (Hidalgo)
Felipe Carrillo Puerto es una localidad de México, localizada en el municipio de Mixquiahuala de Juárez en el estado de Hidalgo.

## Geografía
Se encuentra en la región geográfica del Valle del Mezquital; a la localidad le corresponden las coordenadas geográficas 20° 09’ 46.930” de latitud norte y 99° 12’ 04.734” de longitud oeste, con una altitud de 2020 m s. n. m. Cuenta con un clima semiseco templado.
En cuanto a fisiografía se encuentra en la provincia de la Eje Neovolcánico, dentro de la subprovincia de Sierras y Llanuras de Querétaro e Hidalgo; su terreno es de lomerío. En lo que respecta a la hidrografía se encuentra posicionado en la región del Pánuco, dentro de la cuenca el río Moctezuma, y en la subcuenca del río Tula.

## Demografía
En 2020 registró una población de 639 personas, lo que corresponde al 1.35 % de la población municipal. De los cuales 305 son hombres y 334 son mujeres.
| Gráfica de evolución demográfica de Felipe Carrillo Puerto entre 1921 y 2020 |
|                                                                              |
| Población registrada por los censos y conteos del INEGI.                     |